# Caerleon Castle
Caerleon Castle är ett slott i Storbritannien.   Det ligger i kommunen Newport och riksdelen Wales, i den södra delen av landet, 200 km väster om huvudstaden London. Caerleon Castle ligger 15 meter över havet.
Terrängen runt Caerleon Castle är platt söderut, men norrut är den kuperad. Runt Caerleon Castle är det tätbefolkat, med 636 invånare per kvadratkilometer. Närmaste större samhälle är Newport, 4,1 km sydväst om Caerleon Castle. Runt Caerleon Castle är det i huvudsak tätbebyggt.